# Marc-Oliver Kempf
Marc-Oliver Kempf (Lich, 1995. január 28. –) német utánpótlás-válogatott labdarúgó, a Como játékosa.

## Pályafutása
Az JSG Bad Nauheim, a TSV Dorn Assenheim és az SV Bruchenbrücken ifjúsági klubjaiban szerepelt, majd 2007-ben csatlakozott az Eintracht Frankfurt akadémiájához. 2012. november 27-én bemutatkozott a Bundesligában az 1. FSV Mainz 05 ellen 3–1-re elvesztett hazai mérkőzésen kezdőként. A 2013–14-es szezon előtti átigazolási szezonban visszautasította a Juventus FC csapatának ajánlatát. 2014. július 15-én hivatalosan bejelentették, hogy az SC Freiburg csapatába igazolt.
2024. augusztus 28-án három szezonra szóló szerződéssel igazolt az olasz Como csapatához.

## Válogatott
2010–2011 között öt alkalommal szerepelt a német U16-os labdarúgó-válogatottban. A német U17-es labdarúgó-válogatottal részt vett a 2012-es U17-es labdarúgó-Európa-bajnokságon, amelyet Szlovéniában rendeztek meg. A holland U17-es labdarúgó-válogatott elleni döntő mérkőzésen a büntetőpárbajnak maradtak alul, így csak ezüstérmesként zárták a tornát. 2012-ben egy alkalommal szerepelt a német U18-as labdarúgó-válogatottban az osztrák U18-as labdarúgó-válogatott elleni felkészülési mérkőzésen a 76. percben cserélte le Horst Hrubesch vezetőedző Kevin Akpogumára. Részt vett az U19-es labdarúgó válogatottal a Magyarországon megrendezésre kerülő 2014-es U19-es labdarúgó-Európa-bajnokságon, ahol aranyérmesként zárt a válogatottal.

## Sikerei, díjai

### Klub
- SC Freiburg
  - Bundesliga 2: 2015-16

### Válogatott
- Németország U19
  - U19-es labdarúgó-Európa-bajnokság: 2014